# Trachymyrmex urichii
Trachymyrmex urichii är en myrart som först beskrevs av Auguste-Henri Forel 1893.  Trachymyrmex urichii ingår i släktet Trachymyrmex och familjen myror. Inga underarter finns listade i Catalogue of Life.